# Taco Charlton
Pour les articles homonymes, voir Charlton.
(en) Statistiques sur pro-football-reference
Vidauntae "Taco" Charlton, né le 7 novembre 1994 à Pickerington, Ohio, est un américain joueur professionnel de football américain au poste de defensive end.
Il joue pour la franchise des Steelers de Pittsburgh en National Football League (NFL).